# Hipposideros durgadasi
Hipposideros durgadasi — є одним з видів кажанів родини Hipposideridae.

## Поширення
Країни поширення: Індія (штат Мадхья-Прадеш). Цей вид колоніальний, спочиває колоніями в кілька особин у печерах, великих і малих, а також знаходиться під великими гранітними валунами і розділяє сідало з іншими видами кажанів. Проживає в сухих тропічних лісах. Живиться жуками, цвіркунами та іншими маленькими комахами.

## Загрози та охорона
Цей вид знаходиться під загрозою втрати середовища проживання, багато в чому завдяки видобутку каміння. Цей вид не був записаний в охоронних територіях.